# 바바라 카브리타

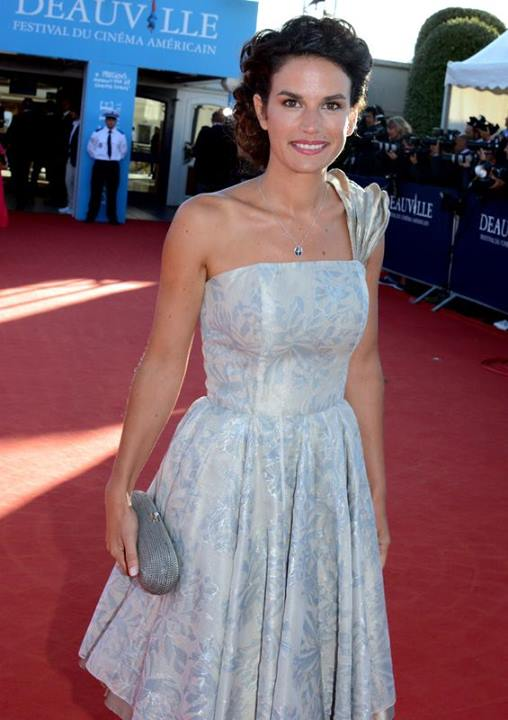

바바라 카브리타(Barbara Cabrita, 1982년 5월 9일 ~ )는 프랑스의 배우, 모델, 영화배우이다.
트라프에서 태어났다.

## 영화
- 미션 페이즈 바스크 (2017년)
- 더 드림 팀 (2016년)
- 유어 마더! (2015년)
- 퓨어 라이프 (2014년)
- 더 길디드 케이지 (2013년)
- 저스트 이네스 (2010년)